# Sabzevar
För andra betydelser, se Sabzevar (olika betydelser).
Sabzevar (persiska سبزوار) är en stad i nordöstra Iran. Den ligger i provinsen Razavikhorasan och har cirka en kvarts miljon invånare. Staden ligger cirka 220 kilometer väster om Mashhad som är huvudstad i provinsen Razavikhorasan. Sabzevar är ett kommersiellt centrum för en jordbruksregion som producerar druvor och russin. Där finns en del småskalig industri, livsmedelsindustri, tillverkning av kopparföremål och elmotorer. Genom den gamla basaren i Sabzevar exporteras färsk, torkad och konserverad frukt och grönsaker.